# Tabla de series newtonianas
En matemáticas, una serie newtoniana, nombrada así en referencia a Isaac Newton, es una sucesión matemática {\displaystyle a_{n}} escrita en la forma
{\displaystyle f(s)=\sum _{n=0}^{\infty }(-1)^{n}{s \choose n}a_{n}=\sum _{n=0}^{\infty }{\frac {(-s)_{n}}{n!}}a_{n}}
donde
{\displaystyle {s \choose n}}
es el coeficiente binomial y {\displaystyle (s)_{n}} es el factorial ascendente. Las series newtonianas a menudo aparecen en relaciones de la forma que se ve en el cálculo umbral.

## Lista
El teorema del binomio generalizado afirma que 
{\displaystyle (1+z)^{s}=\sum _{n=0}^{\infty }{s \choose n}z^{n}=1+{s \choose 1}z+{s \choose 2}z^{2}+\cdots .}
Una prueba de esta identidad se puede obtener mostrando que satisface la ecuación diferencial
{\displaystyle (1+z){\frac {d(1+z)^{s}}{dz}}=s(1+z)^{s}.}
La función digamma es:
{\displaystyle \psi (s+1)=-\gamma -\sum _{n=1}^{\infty }{\frac {(-1)^{n}}{n}}{s \choose n}.}
y los números de Stirling de segunda especie vienen dados por la suma finita
{\displaystyle \left\{{\begin{matrix}n\\k\end{matrix}}\right\}={\frac {1}{k!}}\sum _{j=0}^{k}(-1)^{k-j}{k \choose j}j^{n}.}
Esta fórmula es un caso especial de la k-ésima diferencia finita del monomio xn evaluado en x = 0:
{\displaystyle \Delta ^{k}x^{n}=\sum _{j=0}^{k}(-1)^{k-j}{k \choose j}(x+j)^{n}.}
Una identidad relacionada constituye la base de la integral de Nörlund–Rice:
{\displaystyle \sum _{k=0}^{n}{n \choose k}{\frac {(-1)^{k}}{s-k}}={\frac {n!}{s(s-1)(s-2)\cdots (s-n)}}={\frac {\Gamma (n+1)\Gamma (s-n)}{\Gamma (s+1)}}=B(n+1,s-n)}
donde {\displaystyle \Gamma (x)} es la función gamma y {\displaystyle B(x,y)} es la función beta.
Las funciones trigonométricas tienen identidades umbrales:
{\displaystyle \sum _{n=0}^{\infty }(-1)^{n}{s \choose 2n}=2^{s/2}\cos {\frac {\pi s}{4}}}
y
{\displaystyle \sum _{n=0}^{\infty }(-1)^{n}{s \choose 2n+1}=2^{s/2}\sin {\frac {\pi s}{4}}}
La naturaleza umbral de estas identidades es un poco más clara al escribirlas en términos del factorial descendente {\displaystyle (s)_{n}}. Los primeros términos de la serie del seno son
{\displaystyle s-{\frac {(s)_{3}}{3!}}+{\frac {(s)_{5}}{5!}}-{\frac {(s)_{7}}{7!}}+\cdots }
que se puede reconocer como similar a la serie de Taylor para la función {\displaystyle \sin x}, con (s) n en lugar de xn.
En teoría analítica de números es de interés la suma
{\displaystyle \!\sum _{k=0}B_{k}z^{k},}
donde B es el número de Bernoulli. Empleando la función generadora, su suma de Borel se puede evaluar como
{\displaystyle \sum _{k=0}B_{k}z^{k}=\int _{0}^{\infty }e^{-t}{\frac {tz}{e^{tz}-1}}dt=\sum _{k=1}{\frac {z}{(kz+1)^{2}}}.}
La relación general da la serie de Newton
{\displaystyle \sum _{k=0}{\frac {B_{k}(x)}{z^{k}}}{\frac {1-s \choose k}{s-1}}=z^{s-1}\zeta (s,x+z),}[cita requerida]
donde {\displaystyle \zeta } es la función zeta de Hurwitz y {\displaystyle B_{k}(x)} son polinomios de Bernoulli. La serie no converge, pero la identidad se mantiene formalmente.
Otra identidad es
{\displaystyle {\frac {1}{\Gamma (x)}}=\sum _{k=0}^{\infty }{x-a \choose k}\sum _{j=0}^{k}{\frac {(-1)^{k-j}}{\Gamma (a+j)}}{k \choose j},}
que converge para {\displaystyle x>a}. Esto se deduce de la forma general de una serie de Newton para nodos equidistantes (cuando existe, es decir, es convergente)
{\displaystyle f(x)=\sum _{k=0}{{\frac {x-a}{h}} \choose k}\sum _{j=0}^{k}(-1)^{k-j}{k \choose j}f(a+jh).}